# Pipí de Landen
Pipí de Landen o Pipí el Vell (Landen, 580 (?) – Landen, 21 de febrer de 640) fou majordom de palau d'Austràsia (623-629) durant el regnat del rei merovingi Dagobert I, i més tard (639-640) durant el de Sigebert III.
Era fill de Carloman, segons la crònica de Fredegari, la font d'informació més important sobre la seva vida. De vegades conegut com a Pipí I, per ser el membre més antic del llinatge dels Pipínides. Apareix citat per primera vegada en la crònica de Fredegari en 613 com un dels nobles austrasians que van recórrer a Clotari II de Nèustria, per tal de deposar Sigebert II i la seva besàvia i regent Bruniquilda.
Després de la mort de Sigebert i Bruniquilda, Clotari II confià a Pipí l'educació del seu fill, el futur Dagobert I. En 623, els nobles austrasians, entre ells Pipí i Arnulf de Metz, demanaren a Clotari II un rei exclusiu per Austràsia i aquest els ho va concedir en la persona del seu fill Dagobert, i nomenant Pipí majordom de palau. A la mort de Clotari, en 629, Dagobert va heretar tot el regne franc i aviat es va desfer dels consellers posats pel seu pare, substituint Pipí pel duc Adalgisel.
A la mort de Dagobert, en 639, el nou rei Sigebert III va tornar a nomenar Pipí majordom de palau. Morí, però, l'any següent, en 640 i va ser succeït per un tal Otó.
Estava casat amb Ida Idoberge, amb qui va tenir els següents fills:

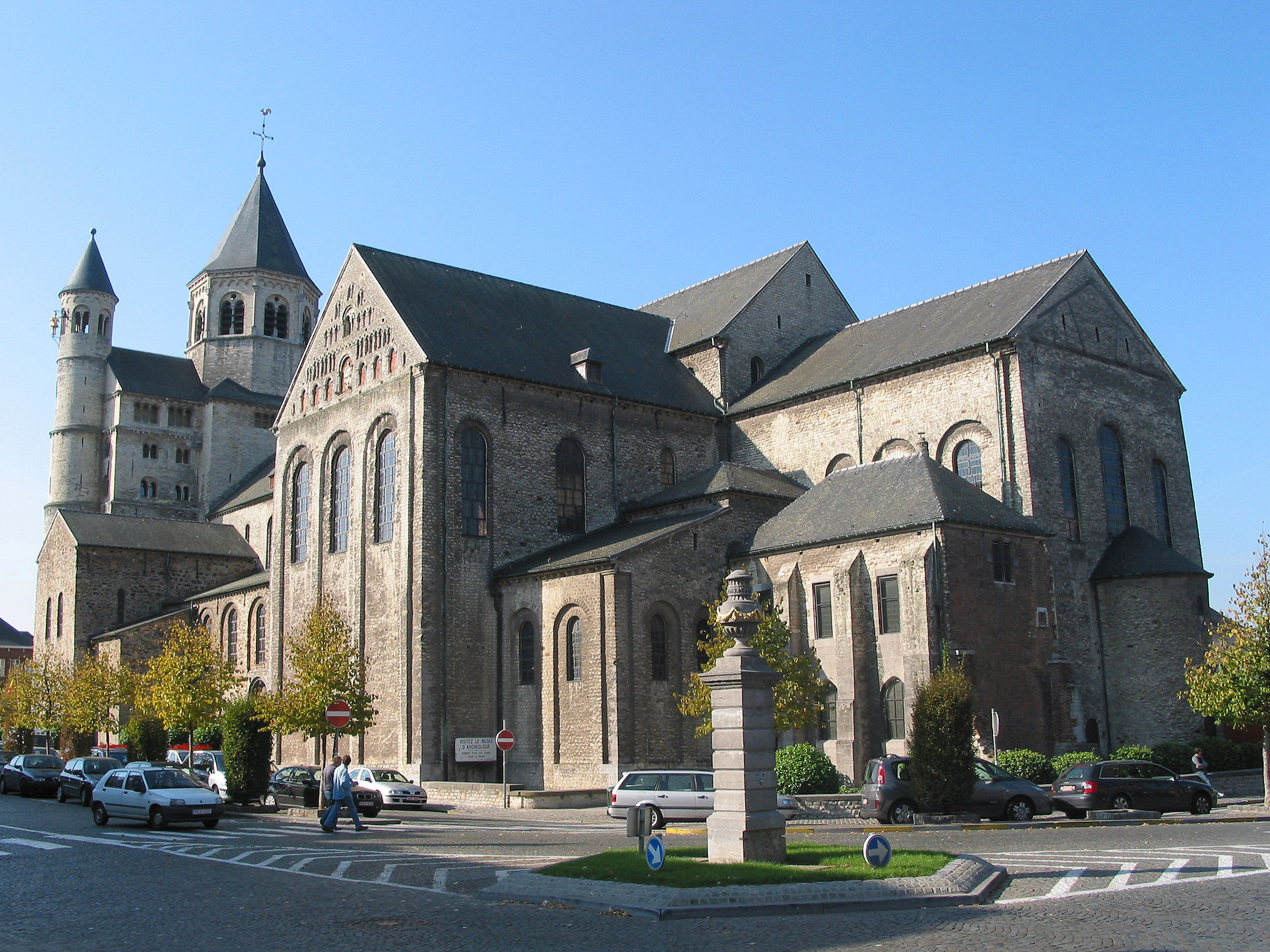
Col·legiata de Santa Gertrudis de Nivelles, edificada sobre l'abadia on va ser enterrat Pipí de Landen.

- Grimoald (v.615-657), qui arribà a ser majordom de Palau d'Austràsia.
- Begga (morta v. 693), casada amb Ansegisel, fill d'Arnulf de Metz, unint així els llinatges dels pipínids i els arnulfins, donant lloc a la futura dinastia dels carolingis.
- Gertrudis de Nivelles (v.626-659), religiosa, abadessa de Nivelles; va ser canonitzada.
- Bavó de Gant, eremita, també canonitzat.

Per la seva devoció religiosa, l'Església catòlica venera Pipí de Landen com a beat; la seva festivitat és el 21 de febrer.